# The Trick is to Keep Breathing
«The trick Is To keep Breathing» es el cuarto sencillo del disco multiplatino Version 2.0 de la banda Garbage. Fue lanzado simultáneamente con "When I grow up" en algunos territorios con el propósito de promocionar la gira de la banda por Europa. 
El título de la canción se debe al libro homónimo de Janice Galloway editado en 1989.
- Datos: Q5641158